# Clavulinopsis
Clavulinopsis is een geslacht van schimmels behorend tot de familie Clavariaceae. De typesoort is Clavulinopsis sulcata.

## Kenmerken

### Uiterlijke kenmerken
De onvertakte of vertakte vruchtlichamen groeien afzonderlijk, in groepen of in groepen. Ze vertonen meestal een gele kleur, hoewel het kleurenspectrum zich uitstrekt van wit, grijs tot geel, oker tot oranje en bruinachtig. Ze hebben geen hymenofoor; 
De sporenprint is wit tot geelachtig van kleur.

### Microscopische kenmerken
Het monomitisch hyfensysteem bestaat uit min of meer gezwollen en dunwandige schimmeldraden. De septa hebben meestal gespen, secundaire septa ontbreken. Er zijn ook geen cystiden. De basidia hebben normaal gesproken 4 sterigmata die elk 1-6 sporen produceren. Hoewel in de meeste gevallen basale gespen aanwezig zijn, ontbreken secundaire septa. De elliptische, peervormige of subglobose sporen zijn kleurloos, glad of, zeldzamer, stekelig, en vaak gevuld met een grote druppel olie. Ze vertonen geen kleurreactie bij toevoeging van jodium (inamyloïde) en de sporenwanden kunnen ook niet worden gekleurd met katoenblauw.

## Ecologie
Clavulinopsis groeien voornamelijk op de groen, zelden op humus en hebben kleine takken. Ze leven saprobiotisch en bewonen voornamelijk graslanden.

## Soorten
Volgens Index Fungorum telt het geslacht 72 soorten (peildatum januari 2024):
| Soortnaam                                          | Auteur(s)                           | Publicatiejaar |
| -------------------------------------------------- | ----------------------------------- | -------------- |
| Clavulinopsis alcicornis                           | (Zoll. & Moritzi) Corner            | 1950           |
| Clavulinopsis amoena                               | (Zoll. & Moritzi) Corner            | 1950           |
| Clavulinopsis antillarum                           | (Pat.) Courtec.                     | 2004           |
| Clavulinopsis appalachiensis                       | (Coker) Corner                      | 1950           |
| Clavulinopsis archeri                              | (Berk.) Corner                      | 1950           |
| Clavulinopsis arctica                              | Kobayasi                            | 1967           |
| Clavulinopsis arenicola                            | Corner                              | 1950           |
| Clavulinopsis aurantia                             | Bougher & K. Syme                   | 1998           |
| Clavulinopsis aurantiaca                           | Araujo-Neta, G.A. Silva & Gibertoni | 2016           |
| Clavulinopsis aurantiobrunnea                      | K.S. Thind & Sharda                 | 1984           |
| Clavulinopsis aurantiocinnabarina                  | (Schwein.) Corner                   | 1950           |
| Clavulinopsis aurantio-olivacea                    | (R.H. Petersen) J.A. Cooper         | 2023           |
| Clavulinopsis boninensis                           | (S. Ito & S. Imai) Corner           | 1950           |
| Clavulinopsis brevipes                             | Corner                              | 1950           |
| Clavulinopsis candida                              | (Weinm.) Corner                     | 1950           |
| Clavulinopsis carneola                             | Corner                              | 1970           |
| Clavulinopsis cinnamomea                           | (S.G.M. Fawc.) Corner               | 1950           |
| Clavulinopsis cirrata                              | (Pat.) Corner                       | 1970           |
| Clavulinopsis citrinoalba                          | (F.H. Møller) Corner                | 1950           |
| Clavulinopsis coliformis                           | (Boud.) Corner                      | 1950           |
| Clavulinopsis corallinorosacea                     | (Cleland) Corner                    | 1950           |
| Clavulinopsis corniculata (Sikkelkoraalzwam)       | (Schaeff.) Corner                   | 1950           |
| Clavulinopsis daigremontiana                       | (Boud.) Corner                      | 1950           |
| Clavulinopsis depokensis                           | (Overeem) Corner                    | 1950           |
| Clavulinopsis dimorphica                           | A.N.M. Furtado & M.A. Neves         | 2016           |
| Clavulinopsis fleischeriana                        | (Henn.) Corner                      | 1950           |
| Clavulinopsis fruticula                            | Corner                              | 1950           |
| Clavulinopsis fusiformis (Bundelknotszwam)         | (Sowerby) Corner                    | 1950           |
| Clavulinopsis graveolens                           | Maas Geest.                         | 1976           |
| Clavulinopsis griseola                             | (Rea) Corner                        | 1950           |
| Clavulinopsis helvola (Gele knotszwam)             | (Pers.) Corner                      | 1950           |
| Clavulinopsis hexaspora                            | Corner                              | 1957           |
| Clavulinopsis hisingeri                            | (P. Karst.) D.A. Reid               | 1962           |
| Clavulinopsis imperata                             | A.N.M. Furtado & M.A. Neves         | 2016           |
| Clavulinopsis inflatissima                         | Corner                              | 1970           |
| Clavulinopsis laeticolor (Fraaie knotszwam)        | (Berk. & M.A. Curtis) R.H. Petersen | 1965           |
| Clavulinopsis ledermannii                          | (Bres.) Corner                      | 1950           |
| Clavulinopsis lignicola                            | (R.H. Petersen) Corner              | 1970           |
| Clavulinopsis liguloides                           | (Henn. & E. Nyman) Corner           | 1950           |
| Clavulinopsis lingula                              | Corner                              | 1970           |
| Clavulinopsis luteoalba (Verblekende knotszwam)    | (Rea) Corner                        | 1950           |
| Clavulinopsis luteo-ochracea (Okergele knotszwam)  | (Cavara) Corner                     | 1950           |
| Clavulinopsis luticola                             | (Lasch) Corner                      | 1950           |
| Clavulinopsis michelii                             | Corner                              | 1950           |
| Clavulinopsis miyabeana                            | (S. Ito) S. Ito                     | 1955           |
| Clavulinopsis moricolor                            | Corner                              | 1970           |
| Clavulinopsis novozealandica                       | (R.H. Petersen) J.A. Cooper         | 2023           |
| Clavulinopsis ochracea                             | Corner                              | 1950           |
| Clavulinopsis persicina                            | (R.H. Petersen) J.A. Cooper         | 2023           |
| Clavulinopsis punicea                              | Corner                              | 1970           |
| Clavulinopsis pusilla                              | (Coker) Corner                      | 1950           |
| Clavulinopsis rufipes                              | (G.F. Atk.) Corner                  | 1950           |
| Clavulinopsis semivestita                          | (Berk. & Broome) Corner             | 1950           |
| Clavulinopsis septentrionalis                      | Corner                              | 1956           |
| Clavulinopsis sibutiana                            | (Har. & Pat.) Corner                | 1970           |
| Clavulinopsis simplex                              | (R.H. Petersen) J.A. Cooper         | 2023           |
| Clavulinopsis solomonensis                         | Corner                              | 1967           |
| Clavulinopsis spathuliformis                       | (Bres.) Corner                      | 1950           |
| Clavulinopsis spiculosa                            | Corner                              | 1970           |
| Clavulinopsis spiralis                             | (Jungh.) Corner                     | 1950           |
| Clavulinopsis subarctica                           | (Pilát) Jülich                      | 1985           |
| Clavulinopsis subfastigiata                        | (Britzelm.) Corner                  | 1950           |
| Clavulinopsis subflava                             | (Britzelm.) Corner                  | 1950           |
| Clavulinopsis sulcata                              | Overeem                             | 1923           |
| Clavulinopsis sulphurascens                        | (Schwein.) Corner                   | 1950           |
| Clavulinopsis tenella                              | (Boud.) Corner                      | 1950           |
| Clavulinopsis tenerrima                            | (Massee & Crossl.) Corner           | 1950           |
| Clavulinopsis tetragona                            | (Schwein.) Corner                   | 1950           |
| Clavulinopsis trigonospora                         | Franchi & M. Marchetti              | 2020           |
| Clavulinopsis umbrina                              | (Lév.) Corner                       | 1950           |
| Clavulinopsis umbrinella (Grauwe sikkelkoraalzwam) | (Sacc.) Corner                      | 1950           |
| Clavulinopsis yakusimensis                         | I. Hino & Katum.                    | 1957           |